# Кучерово (Красноярский край)
Кучерово — село в Нижнеингашском районе Красноярского края. Административный центр Кучеровского сельсовета.

## География
Село находится в восточной части края, в пределах таёжной лесорастительной зоны, на правом берегу реки Ашкеш, при автодороге 04Н-686, на расстоянии приблизительно 25 километров (по прямой) к северо-востоку от Нижнего Ингаша, административного центра района. Абсолютная высота — 242 метра над уровнем моря.
Климат
Климат характеризуется как резко континентальный, с продолжительной морозной малоснежной зимой и коротким жарким летом. Зима продолжается в течение 6-7 месяцев. Абсолютный минимум температуры воздуха составляет −51 °C (по данным метеостанции г. Канска). Продолжительность периода с температурой более 10˚С составляет 100—110 дней. Среднегодовое количество атмосферных осадков составляет 484 мм.

## История
Первые упоминания о населенном пункте на данном месте относятся к середине XVIII века, как о заимке Кучерцовой (Кучерцовской) в составе Тинской волости Канского уезда Енисейской губернии, при реке Ашкем, о 10 дворах, 29 душ мужского полу и 20 женского.По переписи 1893 года на Кучерцовой заимке - 14 дворов. В 1909 году в селе построена церковь Покрова Пресвятой Богородицы. По данным 1926 года в селе Кучеровском имелось 200 хозяйств и проживало 984 человека (497 мужчин и 487 женщин). В национальном составе населения того периода преобладали украинцы. В административном отношении являлось центром Кучеровского сельсовета Нижне-Ингашского района Канского округа Сибирского края.

## Население
| 2010 |
| ---- |
| 368  |

Половой состав
По данным Всероссийской переписи населения 2010 года в гендерной структуре населения мужчины составляли 46,2 %, женщины — соответственно 53,8 %.
Национальный состав
Согласно результатам переписи 2002 года, в национальной структуре населения русские составляли 97 % из 476 чел.